# Religioni a Panama
Il cristianesimo è la religione più diffusa a Panama. Secondo una stima del 2010 del Pew Research Center, i cristiani sono il 93% della popolazione (con una maggioranza di cattolici) e coloro che seguono altre religioni il 2,2% della popolazione, mentre il restante 4,8% della popolazione non segue alcuna religione. Una stima dell'Association of Religion Data Archives (ARDA) riferita al 2020 dà i cristiani al 90,1% della popolazione e coloro che seguono altre religioni al 5,5% circa della popolazione, mentre il 4,4% circa della popolazione non segue alcuna religione.

## Religioni presenti

### Cristianesimo
Secondo la stima del 2010 del Pew Research Center, i cattolici rappresentano il 75,3% della popolazione, i protestanti il 16,4% della popolazione e i cristiani di altre denominazioni l'1,3 della popolazione.  Secondo le stime dell'ARDA del 2020, i cattolici sono il 72,3% della popolazione, mentre i protestanti e gli altri cristiani sono il 18,8% della popolazione.
La Chiesa cattolica è presente a Panama con una sede metropolitana, cinque diocesi suffraganee, una prelatura territoriale e un vicariato apostolico.
I protestanti presenti a Panama sono principalmente pentecostali, battisti, luterani e metodisti; in misura minore sono presenti anglicani, presbiteriani e avventisti del settimo giorno. 
A Panama è presente un piccolo gruppo di ortodossi (meno dello 0,1% della popolazione): essi sono principalmente discendenti di immigrati greci, che appartengono al Patriarcato ecumenico di Costantinopoli.
Fra i cristiani di altre denominazioni vi sono i Testimoni di Geova e la Chiesa di Gesù Cristo dei Santi degli Ultimi Giorni (i Mormoni). 

### Altre religioni
A Panama una parte della popolazione indigena (come i popoli Cuna e Guaymí) segue le religioni etniche tradizionali basate sull'animismo; talvolta queste religioni etniche si mescolano al cristianesimo, dando luogo a forme di sincretismo religioso. Sono inoltre presenti piccoli gruppi di seguaci del bahaismo, del buddhismo, dell'islam, dell'ebraismo, dell'induismo, della religione tradizionale cinese, dello spiritismo e dei nuovi movimenti religiosi (fra cui i rastafariani).